# Punkevní jeskyně
Die Punkevní jeskyně (deutsch Punkwahöhlen) befinden sich im nördlichen Teil der Mährischen Schweiz im Nationalen Naturreservat Vývěry Punkvy östlich der Stadt Blansko.
Die Höhlen bilden ein hydrografisches Unterwassersystem des Flusses Punkva und sind ein Teil des größten Höhlensystems in Tschechien. Ein Teil der Höhlenregion ist auch die tiefste Schlucht Macocha.
Die Höhlen bestehen aus einem Trockenteil, welcher in den Jahren 1909 bis 1914 nach und nach entdeckt wurde, und einem Wasserteil und diesem zugehörigen Trockenhöhlen, die 1920 bis 1933 erforscht wurden. In einigen Teilen entdeckt man noch heute neue Gänge. Die Gesamtlänge der bisher entdeckten und erforschten Höhlengänge beträgt etwa vier Kilometer mit einer Spannweite über 187 Meter.
Die Trockenhöhlen wurden für das Publikum 1909 zugänglich gemacht. Die heute zu besichtigenden Hohlräume wurden 1933 eröffnet, Besichtigungen auf Booten gibt es seit 1920.
Die Höhlengänge wurden durch den Fluss Punkva gebildet, dessen Quelle in den als unterirdische Wasserfälle bei Holštejn zu Tage treten und dann in der Amateurhöhle zusammenfließen. Bei dem Erdbruch Macocha tritt der Fluss dann zu Tage und durchfließt dann wieder die Höhlengänge und den Canon Pustý žleb.
Das Höhlensystem gehört zu den jüngeren Höhlen und entstand nach und nach über einige Stockwerke. Bei geologischen Störungen kam es daher zu häufigen Deckeneinbrüchen und Schluchtenbildungen. Durch solch eine Störung entstanden auch die Macocha und der hohe Reichenbachův Dóm. Charakteristisch sind auch die achtzig Meter hohen Kamine, die durch vertikalen Einfluss des Wassers entstanden.
Die Höhlen sind reich an Tropfsteinen. Man findet mächtige Stalagmite und Stalaktite, Vorhänge und andere Sinterbildungen. Einmalige Verformung hat der Stalagmit Engel mit ausschweifenden Sinterkruste und Vorhängen.
Die Höhle wurde vom tschechischen Archäologen und Speläologe Karl Absolon erstmals erforscht und kartographiert.